# Территориальный центр комплектования и социальной поддержки
Территориальный центр комплектования и социальной поддержки (укр. Територіальний центр комплектування та соціальної підтримки; сокращённо ТЦК и СП, разг. ТЦК) — орган военного управления Украины, который ведёт воинский учёт и осуществляет мобилизацию населения. Начиная с 2022 года ТЦК и СП полностью заменили собой прежнюю систему военных комиссариатов.

## Описание
ТЦК образуются, ликвидируются, реорганизуются Министерством обороны Украины. Непосредственное руководство ТЦК и контроль за их деятельностью осуществляют соответствующие оперативные командования, а общее — командование Сухопутных войск Вооружённых сил Украины, которое согласовывает основные вопросы деятельности ТЦК с соответствующими структурными подразделениями Генерального штаба Вооружённых Сил и Минобороны.
Территориальные центры комплектования и социальной поддержки областей, города Киева являются юридическими лицами публичного права, имеют самостоятельный баланс, регистрационные счета в органах Казначейства.
Районные территориальные центры комплектования и социальной поддержки являются обособленными подразделениями соответствующих территориальных центров комплектования и социальной поддержки Автономной Республики Крым, областей, городов Киева и Севастополя.
С целью обеспечения выполнения задач и определённых функций районных территориальных центров комплектования и социальной поддержки в их составе образуются структурные подразделения (отделы, отделения, группы, службы), осуществляющие деятельность в соответствии с Положением о структурном подразделении районного территориального центра комплектования и социальной поддержки, утверждаемым руководителем районного территориального центра комплектования и социальной поддержки.
Положения о районных территориальных центрах комплектования и социальной поддержки утверждаются руководителями соответствующих территориальных центров комплектования и социальной поддержки Автономной Республики Крым, областей, городов Киева и Севастополя.
Территориальный центр комплектования и социальной поддержки имеет печать с изображением Государственного Герба Украины и своим наименованием.
На ТЦК возложена задача руководить воинской обязанностью и воинской службой граждан: заниматься мобилизационной подготовкой и мобилизацией; руководить военным учётом призывников, военнообязанных и резервистов на территории соответствующей административно-территориальной единицы; проведение отбора кандидатов для принятия на военную службу по контракту; участие в отборе граждан для прохождения службы в военном резерве; подготовка и проведение в особый период мобилизации человеческих и транспортных ресурсов; обеспечение организации социальной и правовой защиты призванных на сборы в Вооружённые Силы; ветеранов войны и военной службы, пенсионеров среди военнослужащих и членов их семей; участие в военно-патриотическом воспитании.
Личный состав ТЦК, а также транспорт и материально-технические средства указанных ТЦК содержатся за счёт Министерства обороны Украины.
Количество именно ТЦК по состоянию на 2023 год достигает более 200 и распределено между четырьмя оперативными командованиями: «Север», «Юг», «Запад», «Восток». Впрочем, некоторые из них имеют территориально обособленные подразделения — так называемые «отделы» или «отделения», вместе с которыми территориально общее количество подобных формирований превышает 500.

## История
19 июля 2017 года Кабинетом Министров Украины было издано распоряжение о согласовании с предложенным Министерством обороны Украины пилотным проектом по образованию ТЦК с 1 августа по 31 декабря 2017 года на базе Черниговского областного военного комиссариата (ныне — Черниговский областной ТЦК и СП). 2 августа 2017 года стало известно, что этот пилотный проект с 1 августа 2017 года был введён не только в Чернигове, но и в Козельце Черниговской области — присоединился ещё и Козелецкий районный военный комиссариат (ныне — второе отделение Черниговского РТЦК и СП). 1 ноября 2017 года представителем Генерального штаба Вооружённых сил Украины на брифинге, где присутствовали, в частности, специалисты отдела оборонного сотрудничества Посольства США в Украине, была обнародована информация о проведении в этих двух военкоматах Черниговской области эксперимента по реформированию военных комиссариатов в ТЦК.
12 января 2018 года было объявлено о планах уже в марте 2018 года последовать этому примеру на Волыни. 22 марта 2018 года были обнародованы планы по расширению проекта на ещё 4 области. 25 апреля 2018 года стало известно об утверждении министром обороны Украины плана по созданию на базе военных комиссариатов ТЦК без какого-либо территориального ограничения, следовательно — на всей территории Украины. По состоянию на 17 сентября 2018 года такой план предусматривал реформировать в ТЦК 111 военных комиссариатов в Черниговской, Ровенской, Днепропетровской и Одесской областях до конца 2018 года и в дальнейшем во всех других областях Украины.
28 мая 2020 года в Верховной Раде Украины был зарегистрирован законопроект относительно, в частности, переименования военкоматов Украины в ТЦК, но процесс его рассмотрения крайне затянулся во времени. 1 ноября 2020 года Министерство обороны Украины в одностороннем порядке переименовало все военкоматы Украины в территориальные центры, таким образом создав прецедент их дальнейшего функционирования вне правового поля Украины, впрочем фактически навсегда вычеркнув термин «военный комиссариат» из названий подчинённых ему структур по всей территории Украины. 30 марта 2021 года на базе вышеупомянутого законопроекта Верховной Радой Украины таки был принят соответствующий закон, что в апреле 2021 года был подписан президентом Украины, следовательно — вступил в законную силу. Несмотря на это кроме косметических изменений в названии он не менял вообще ничего в функционировании бывших военкоматов, что негативно влияло на имидж всей реформы, оставляя такие факторы, как то бумажный учёт военнообязанных граждан и призывников в дополнение к ведению Единого государственного реестра военнообязанных, что до тех пор для новоназванных территориальных центров поддержки и социальной защиты считалось дополнительной опцией в функционировании, а не наоборот или вместо.
23 февраля 2022 года, за день до полномасштабного вторжения в страну, территориальные центры комплектования и социальной поддержки полностью заменили собой прежнюю систему военных комиссариатов уже на законодательном уровне.

Шеврон ВСУ Черниговский обласной ТЦК и СП

### Военное положение
17 августа 2023 года президент Украины Владимир Зеленский утвердил решение Совета национальной безопасности и обороны Украины об увольнении всех руководителей областных ТЦК в стране в связи с коррупционной составляющей, которая многочисленно имела место до того.